# Nandita Das

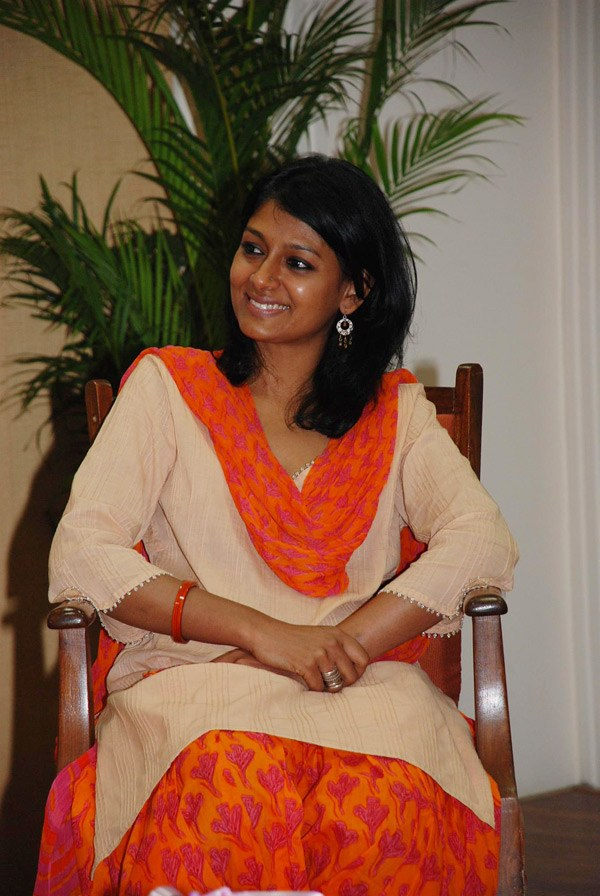
Nandita Das, 2011

Nandita Das (Hindi नंदिता दास; * 7. November 1969 in Bombay) ist eine indische Schauspielerin, Filmregisseurin und Autorin.

## Jugend und Ausbildung
Der Vater von Das ist der Künstler Jatin Das, ihre Mutter ist die Schriftstellerin Varsha Das. Sie wurde in Mumbai geboren und wuchs hauptsächlich in Delhi in einer Odia-Familie auf,. Sie besuchte die Sardar Patel Vidyalaya-Schule. Sie erhielt einen Bachelor-Abschluss in Geografie von Miranda House und einen Master of Social Work von der Delhi School of Social Work, die beide der Universität Delhi angegliedert sind.

## Filmkarriere
Sie hat in über 40 Spielfilmen in zehn verschiedenen Sprachen mitgewirkt. Das spielte in den Filmen Fire (1996), Earth (1998), Bawandar (2000), Kannathil Muthamittal (2002), Azhagi (2002), Kamli (2006) und Before The Rains (2007). Ihr Regiedebüt Firaaq (2008) wurde auf dem Toronto Film Festival uraufgeführt und lief auf mehr als 50 Festivals und gewann mehr als 20 Preise. Ihr zweiter Film als Regisseurin war Manto (2018). Der Film basiert auf dem Leben des indisch-pakistanischen Kurzgeschichtenautors Sadat Hasan Manto aus dem 20. Jahrhundert und wurde beim Filmfestival von Cannes in der Sektion „Un Certain Regard“ gezeigt. Im September 2019 produzierte Das ein zweiminütiges Public Service Announcement-Musikvideo Indiaʼs Got Colour. Das Musikvideo befasst sich mit dem Problem des Kolorismus und fordert die Zuschauer auf, Indiens Vielfalt der Hautfarbe zu feiern. Ihr erstes Buch, Manto & I, beschreibt die 6-jährige Reise, auf der sie den Film drehte. Sie schrieb, führte Regie, produzierte und spielte in einem Kurzfilm mit dem Titel Listen to Her, der die zunehmende häusliche Gewalt und die Arbeitsüberlastung von Frauen während der Abriegelung thematisiert. Außerdem beantragte sie die Umwandlung des gegen Ajmal Kasab verhängten Todesurteils. Sie hat an der Rishi Valley School unterrichtet.
Das war zweimal Mitglied der Jury des Filmfestivals von Cannes. 2005 war sie Jurymitglied des Hauptwettbewerbs, 2013 der Jury für Cinéfondation und Kurzfilme.

## Privates
Im Jahr 2002 heiratete Das Saumya Sen. Das Paar gründete Leapfrog, ein Medienunternehmen für die Produktion von Werbefilmen. Das Paar ließ sich 2007 scheiden. Am 2. Januar 2010 heiratete sie Subodh Maskara, einen Industriellen aus Mumbai. Das Paar hat einen gemeinsamen Sohn. Im Januar 2017 trennte sich das Paar.
Nandita Das bezeichnet sich als Atheistin.

## Schriften
- Manto & I. New Delhi, Aleph Book Company, 2020, ISBN 978-81-943657-4-7.

## Auszeichnungen und Ehrungen
Nadita Das wurde in ihrer Karriere mit 13 Filmpreisen ausgezeichnet und für 20 weitere nominiert. 2018 erhielt ihr Film Mambo in Cannes den Un-Certain-Regard-Award.
- 2011: Chevalier de l’Ordre des Arts et des Lettres (Ritter des Ordens der Künste und der Literatur) ernannt[13]
- 2009 gab Frankreich eine Briefmarke mit Das heraus,[14] die aus dem Projekt „Frauen der Welt“ des Künstlers Titouan Lamazou stammt.[15]
- 2011: Aufnahme in die International Hall of Fame des International Women’s Forum in Washington, DC, als erste Inderin
- 2014: Yale World Fellow.[16]